# Завада (гміна Турава)
Завада (пол. Zawada) — село в Польщі, у гміні Турава Опольського повіту Опольського воєводства.
Населення — 1474 особи (2011).

## Демографія
Демографічна структура станом на 31 березня 2011 року:
|          | Загалом | Допрацездатний вік | Працездатний вік | Постпрацездатний вік |
| -------- | ------- | ------------------ | ---------------- | -------------------- |
| Чоловіки | 733     | 144                | 516              | 73                   |
| Жінки    | 741     | 126                | 452              | 163                  |
| Разом    | 1474    | 270                | 968              | 236                  |